# Upplands runinskrifter 545
Upplands runinskrifter 545 är en vikingatida runsten av sandsten i Husby-Sjuhundra kyrka, Husby-Sjuhundra socken och Norrtälje kommun. Runstenen är 1,4 meter hög och 0,63 meter bred. Runhöjden är 6 till 8 centimeter. De första delarna av stenen hittades vid öppnandet av en grav på kyrkogården 1900. Ytterligare tre fragment som kompletterade U 545 hittades 1978.

## Inskriften
Translitterering av runraden:
· kunilr · lit · rita · staina · ef… …r- buana · s-n · ok · siri(þ) fa-ur · sin
Normalisering till runsvenska:
Gunnhildr let retta stæina æf[tiʀ] … boanda s[i]nn, ok Sigreð, fa[ð]ur sinn. ok Sigriðr [at] fa[ð]ur sinn.
Översättning till nusvenska:
Gunnhild lät resa stenarna efter ... sin man, och Sigred, sin fader.